# Bianca Walkden
Bianca Walkden (29 de setembro de 1991) é uma taekwondista britânica, medalhista olímpica. 

## Carreira
Bianca Walkden competiu na Rio 2016, na qual conquistou a medalha de bronze, na categoria mais de 67kg.